# Michele Paradiso
Michele Paradiso (Roma, 4 maggio 1945 – Roma, 4 maggio 2024) è stato un compositore italiano.

## Biografia
Il suo primo concerto come strumentista si tenne nel 1969, con una presentazione scritta dall'amico Giuseppe Ungaretti, a cui nel 1992 dedicò la messa in musica di dieci liriche del poeta per soprano, contralto e baritono.
Fu autore di musica sacra da camera e per orchestra, alcune edite dalla Fonit Cetra e da Rai Trade.
Tra i suoi lavori più noti vi furono Galileo, eseguito a Pisa 1997, Cantico di Frate Sole e Magnificat, eseguiti entrambi ad Assisi nel 1995 nella Basilica Superiore di San Francesco, Le Tentazioni, eseguito a Roma nel 1996 a Palazzo della Cancelleria.
Michele Paradiso collaborò anche con la Rai e fu autore di musiche per documentari.
Morì a Roma presso l'ospedale Sandro Pertini il 4 maggio 2024 all'età di 79 anni a causa di una polmonite.

## Vita privata
Sposò la scultrice Stefania Guidi.